# Stèle de Kaleshin
La stèle de Kaleshin (également transcrit Kelišin, Kelishin, Kel-i-Schin, Kel-i-chin, کله‌شین en persan) est une stèle monumentale de l'ancienne civilisation d'Urartu, près de la frontière actuelle de l'Iran et de l'Irak.

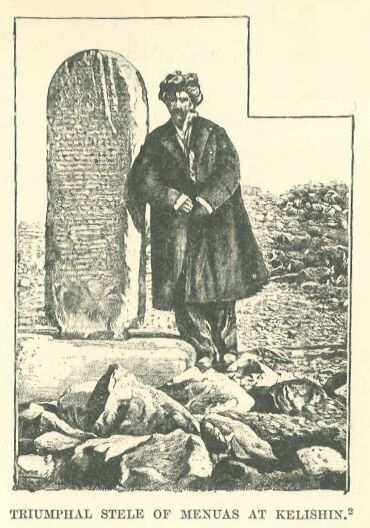
Stèle de Kaleshin, illustration pour lHistoire ancienne des peuples de l'Orient classique de Gaston Maspero, édition anglaise, 1903.

## Monument et inscription
Kaleshin signifie la « pierre bleue » ou « stèle bleue » en kurde, « kel » désignant habituellement une stèle funéraire. Elle se trouve sur le défilé du même nom, à  2 981 m d'altitude, sur la route d'Oshnaviyeh (province d'Azerbaïdjan occidental, Iran) à Rawanduz (province d'Erbil, Irak) qui était, dans l'Antiquité, une voie de passage fréquentée entre la haute Mésopotamie et le plateau iranien. Un autre col de la région portait le même nom mais la stèle qui s'y trouvait a été détruite. La stèle subsistante se présente comme un bloc taillé de diorite, roche volcanique de couleur bleu sombre, portant une inscription bilingue en assyrien et urartéen. Elle commémore l'acquisition de la ville de Musasir par Ishpuhini, roi d'Urartu, et son fils Menua, ainsi que le pèlerinage de ces deux rois à Musasir en 810 av. J.-C. afin de rendre hommage au dieu Haldi. C'est la première inscription qui fonde la monarchie urartéenne sur une base religieuse ; Haldi restera le grand dieu de la dynastie jusqu'au sac de Musasir par le roi assyrien Sargon II en 714 av. J.-C..

## Découverte

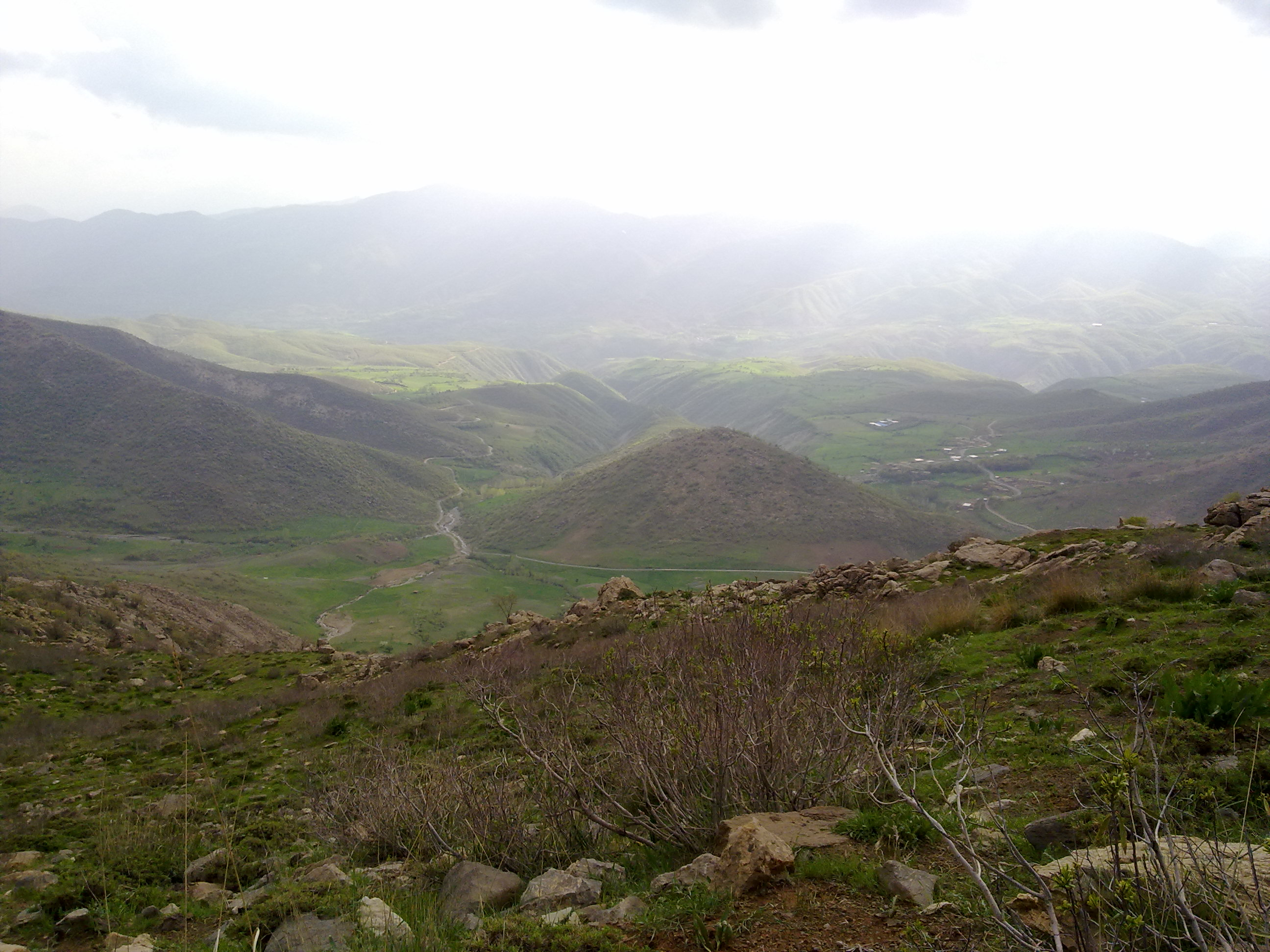
Paysage de Garor en Azerbaïdjan occidental, au sud de Kaleshin. Rahman Khezri, 2013.

La stèle de Kaleshin est décrite pour la première fois par l'archéologue allemand Friedrich Eduard Schulz en 1829. Mais le savant et son escorte  sont assassinés dans des circonstances obscures, peut-être par ordre de l'émir kurde de Hakkâri. En 1838, le savant britannique Henry Crawicke Rawlinson tente de dresser un relevé de l'inscription mais les mauvaises conditions atmosphériques (par un froid de −20 °C) rendent le travail impraticable. Quelques années plus tard, un autre savant allemand, R. Rosch, tente d'examiner la stèle, mais il est assassiné avec 38 hommes de son escorte.
L'archéologue français Jacques de Morgan publie une description de la stèle en 1893 et reconnaît qu'elle est rédigée en deux langues. En 1951, George G. Cameron, de l'université du Michigan, réalise la première empreinte sur latex. En 1976, une expédition italienne conduite par Paolo Emilio Pecorello et Mirjo Salvini renouvelle l'examen de la stèle.
En 1980, alors que la guerre Iran-Irak venait d'éclater, l'armée iranienne déménage la stèle et la transporte au musée archéologique d'Ourmia où elle se trouve toujours en 2017.

## Sources et bibliographie
- (de) Cet article est partiellement ou en totalité issu de l’article de Wikipédia en allemand intitulé « Kel-i-Schin-Stele » (voir la liste des auteurs) dans sa version du 25 septembre 2016.
- J. de Morgan et V. Fr. Scheil, La Stèle de Kel-i-chin, Institut français du Caire, 1893
- Markham J. Geller (ed.), Melammu: The Ancient World in an Age of Globalization, Max Planck Research Library, 2014, p. 310-313